# Páramo (Colombia)
Páramo è un comune della Colombia facente parte del dipartimento di Santander.
L'abitato venne fondato da Juan Nepomuceno Paramo nel 1768, mentre l'istituzione del comune è del 1887.